# スペルヒオス川の戦い
スペルヒオス川の戦いは、997年に行われたサムイル率いるブルガリア帝国と東ローマ帝国との間で行われた戦いである。

## 戦闘
サムイルはテッサロニキを襲った後南下し、ボイオティア、アッティカの村々を襲って略奪をし、人民を殺戮した。その帰路に、テルモピュライ近くのスペルヒオス川に差し掛かった時にニケフォロス・ウラノス率いる東ローマ軍の待ち伏せ攻撃を受けた。ブルガリア軍は不意を突かれたのと、大量の略奪品を抱えていたため動きが遅く、効果的な対応ができず多くの死者を出して敗走し、サムイルも自身も負傷したが辛くも逃げ切った。

## 余波
この戦いはサムイルにとって初の敗北となり、東ローマ軍はサムイルの反乱以降続いた連敗をようやく止める事に成功した。前年アナトリアの反乱鎮圧に成功していたバシレイオス2世は、この戦いを皮切りにブルガリアに対し反撃を開始した。